# To Tøser Ta'r Affære
To Tøser Ta'r Affære (originaltitel: It Takes Two) er en amerikansk film med Mary-Kate og Ashley Olsen i hovedrollerne. Den blev indspillet i 1995, da tvillingerne kun var 9 år gamle. Titlen kommer fra sangen "It Takes Two" med Marvin Gaye og Kim Weston.

## Medvirkende
- Mary-Kate Olsen (Amanda Lemmon)
- Ashley Olsen (Alyssa Callaway)
- Steve Guttenberg (Alyssas far)
- Kirstie Alley (Diane)

## Eksterne Henvisninger
- To Tøser Ta'r Affære på Internet Movie Database (engelsk)
- To Tøser Ta'r Affære på Filmdatabasen
- To Tøser Ta'r Affære på Scope
- To Tøser Ta'r Affære i Svensk Filmdatabas (svensk)
- To Tøser Ta'r Affære på AlloCiné (fransk)
- To Tøser Ta'r Affære på MovieMeter (nederlandsk)
- To Tøser Ta'r Affære på AllMovie (engelsk)
- To Tøser Ta'r Affære hos American Film Institute (engelsk)
- To Tøser Ta'r Affære på Turner Classic Movies (engelsk)
- To Tøser Ta'r Affære på The Movie Database (engelsk)